# Crataegus sanguinea
Crataegus sanguinea es una planta que pertenece al género Crataegus.  Es originaria del sur de Siberia, Mongolia, y norte de China.

## Descripción
Se cultiva por sus frutos rojos comestibles que en realidad es un pomo. La fruta se puede comer cruda o cocida. Pueden ser utilizadas para hacer mermelada, gelatina, y conservas de frutas. También se cultiva en jardines como planta ornamental. Las flores son pequeñas, de color blanco, y se producen en racimos. Las flores desprenden un olor a carroña.
El individuo vivo más grande del mundo de esta especie se puede encontrar en Volunteer Park, Seattle, Washington.

## Taxonomía
Crataegus sanguinea fue descrita por Peter Simon Pallas y publicada en Flora Rossica 1(1): 25. 1784.
Sinonimnia
- Mespilus purpurea Poir.
- Mespilus sanguinea Spach	[4]